# Spessa
Spessa är en ort och kommun i provinsen Pavia i regionen Lombardiet i Italien. Kommunen hade 570 invånare (2018).